# Choi choi
Choi choi là một nhóm các loài chim lội phân bố rộng rãi thuộc phân họ Charadriinae. Có khoảng 45 loài choi choi trong phân họ này. Phân họ Vanellinae có quan hệ họ hàng gần nhất với choi choi, gồm khoảng 20 loài.
Choi choi được tìm thấy trên khắp thế giới, ngoại trừ sa mạc Sahara và các địa cực, và có cái mỏ tương đối ngắn đặc trưng. Chúng săn mồi bằng thị giác chứ không bằng cảm giác như những loài chim lội có mỏ dài hơn như dẽ giun. Chúng chủ yếu ăn côn trùng, sâu hoặc các động vật không xương sống khác, tùy thuộc vào môi trường sống, bắt được bằng kỹ thuật chạy và dừng, thay vì thăm dò ổn định giống một số nhóm loài chim lội khác. Choi choi đẻ trứng giả, một kiểu đánh lạc hướng. Ví dụ bao gồm giả vờ thay đổi vị trí hoặc ngồi trên một địa điểm làm tổ tưởng tượng.

## Danh sách loài
Ủy ban Điểu học Quốc tế (IOC) công nhận 45 loài choi choi, chia thành 10 chi, với một số chi đơn loài.
| Hình ảnh | Chi           | Các loài |
| -------- | ------------- | --- |
|          | Anarhynchus   | - Anarhynchus frontalis |
|          | Charadrius    | - Charadrius alexandrinus - Choi choi cổ khoang - Charadrius alticola - Charadrius asiaticus - Charadrius bicinctus - Charadrius collaris - Charadrius dealbatus - Charadrius dubius - Choi choi sông - Charadrius falklandicus - Charadrius forbesi - Charadrius hiaticula - Charadrius javanicus - Charadrius leschenaultii - Choi choi lưng hung - Charadrius marginatus - Charadrius melodus - Choi choi chân vàng - Charadrius modestus - Charadrius mongolus - Choi choi Mông Cổ - Charadrius montanus - Charadrius morinellus - Charadrius nivosus - Charadrius obscurus - Charadrius pallidus - Charadrius pecuarius - Charadrius peronii - Choi choi lưng đen - Charadrius placidus - Choi choi lớn - Charadrius ruficapillus - Charadrius sanctaehelenae - Charadrius semipalmatus - Charadrius thoracicus - Charadrius tricollaris - Charadrius veredus - Choi choi châu Á - Charadrius vociferus - Charadrius wilsonia |
|          | Elseyornis    | - Elseyornis melanops |
|          | Erythrogonys  | - Erythrogonys cinctus |
|          | Hoploxypterus | - Hoploxypterus cayanus |
|          | Oreopholus    | - Oreopholus ruficollis |
|          | Peltohyas     | - Peltohyas australis |
|          | Phegornis     | - Phegornis mitchellii |
|          | Pluvialis     | - Pluvialis apricaria - Pluvialis dominica - Pluvialis fulva - Choi choi vàng - Pluvialis squatarola - Choi choi xám |
|          | Thinornis     | - Thinornis cucullatus - Thinornis novaeseelandiae |

## Trong dân gian
Choi choi vàng châu Âu (Pluvialis apricaria) dành mùa hè ở Iceland và trong văn hóa dân gian Iceland, sự xuất hiện của choi choi ở nước này báo hiệu mùa xuân đã đến. Các phương tiện truyền thông Iceland luôn đưa tin về việc choi choi xuất hiện.